# Britannia (Schiff, 1953)
Die Britannia war die 83. Königliche Yacht von Großbritannien seit der Wiedereinsetzung von König Karl II. im Jahr 1660. Heute ist sie zusammen mit einer Ausstellung über das Schiff im Hafen von Leith bei Edinburgh in Schottland zu besichtigen.

## Geschichte

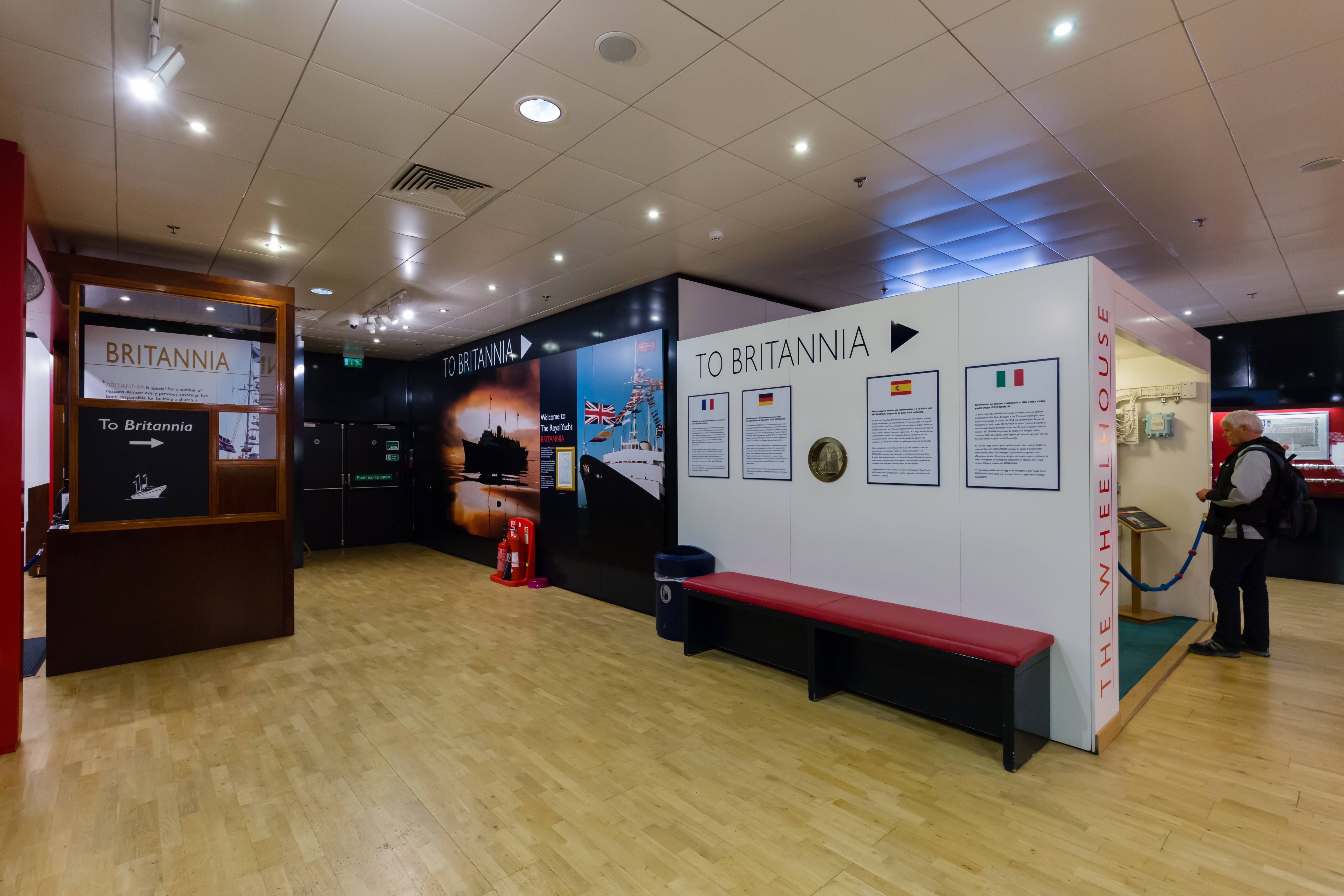
Ausstellung und Zugang zum Schiff im Ocean-Terminal-Einkaufszentrum

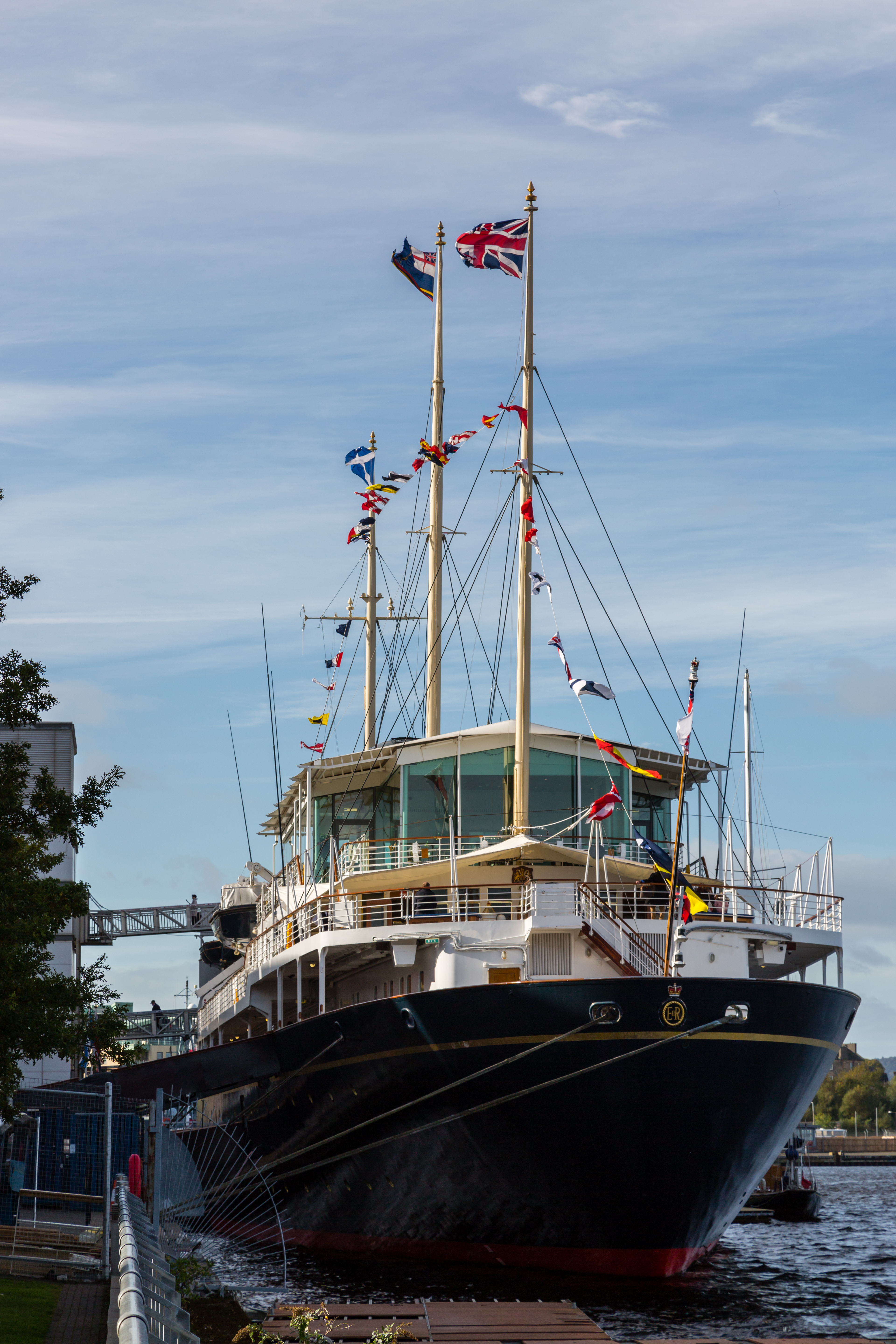
Liegeplatz im Hafen von Leith

Die Britannia wurde auf der Werft John Brown & Company Ltd. in Clydebank (Schottland) gebaut. Nach ihrem Stapellauf am 16. April 1953 und ihrer Taufe durch Königin Elisabeth II. wurde sie am 11. Januar 1954 in Dienst gestellt. Während ihres Dienstes als Königliche Motoryacht (sie wurde so konstruiert, dass sie im Kriegsfall zum Hospitalschiff umgebaut werden konnte, was allerdings nie genutzt wurde) beförderte sie die Königin, weitere Mitglieder der königlichen Familie und verschiedene andere Würdenträger zu 696 Besuchen im Ausland und zu 272 Visiten in Großbritannien. Prinz Charles und Diana Frances Spencer verbrachten 1981 ihre Flitterwochen auf der Britannia. Mit der Yacht wurden 1986 in Aden über 1.000 Flüchtlinge des Jemenitischen Bürgerkriegs evakuiert. Außerdem sollte die Britannia der königlichen Familie im Falle eines Atomkriegs als sicherer Rückzugsort dienen.
1997 nahm die Conservative Party unter John Major den Austausch der Britannia gegen ein moderneres Schiff in ihr Wahlprogramm auf. Nach dem Wahlsieg der Labour Party am 1. Mai 1997 wurde bekanntgegeben, dass die Britannia zwar außer Dienst gestellt, aber nicht durch ein neues Schiff ersetzt werden soll. Hauptgrund für diese Entscheidung waren die laufenden Betriebskosten von umgerechnet rund 30 Millionen Euro jährlich, die von den britischen Steuerzahlern aufgebracht wurden. Die königliche Familie lehnte es ab, diese Kosten ganz oder teilweise selbst zu tragen.
Die letzte offizielle Mission der Britannia bestand darin, Chris Patten – den letzten britischen Gouverneur Hongkongs – zusammen mit Prinz Charles nach der Übergabe der Kronkolonie an die Volksrepublik China aus der Stadt zu bringen.
Die Britannia wurde am 11. Dezember 1997 außer Dienst gestellt. Königin Elisabeth II. nahm zusammen mit den meisten älteren Mitgliedern der königlichen Familie an der Zeremonie teil. Die sonst eher reservierte Monarchin vergoss öffentlich eine Träne, als sie zum letzten Mal von Bord ging.
Die Britannia liegt heute als Museumsschiff im Hafen von Leith bei Edinburgh in Schottland. Man erreicht das Schiff durch eine Ausstellung über die Geschichte und den Bau des Schiffs im Ocean-Terminal-Einkaufszentrum. Die Britannia kann außerdem für Konferenzen und Bankette gemietet werden. 2006 feierte die Schweizer Filmschauspielerin Ursula Andress ihren 70. Geburtstag auf der Britannia.
Bei der Wahl des Liegeplatzes hatte Edinburgh mit Glasgow konkurriert, wo die Motoryacht gebaut wurde. 
Das Schiff ist seit 1960 Namensgeber für Mount Britannia, den höchsten Berg der Rongé-Insel in der Antarktis.

## Räumlichkeiten

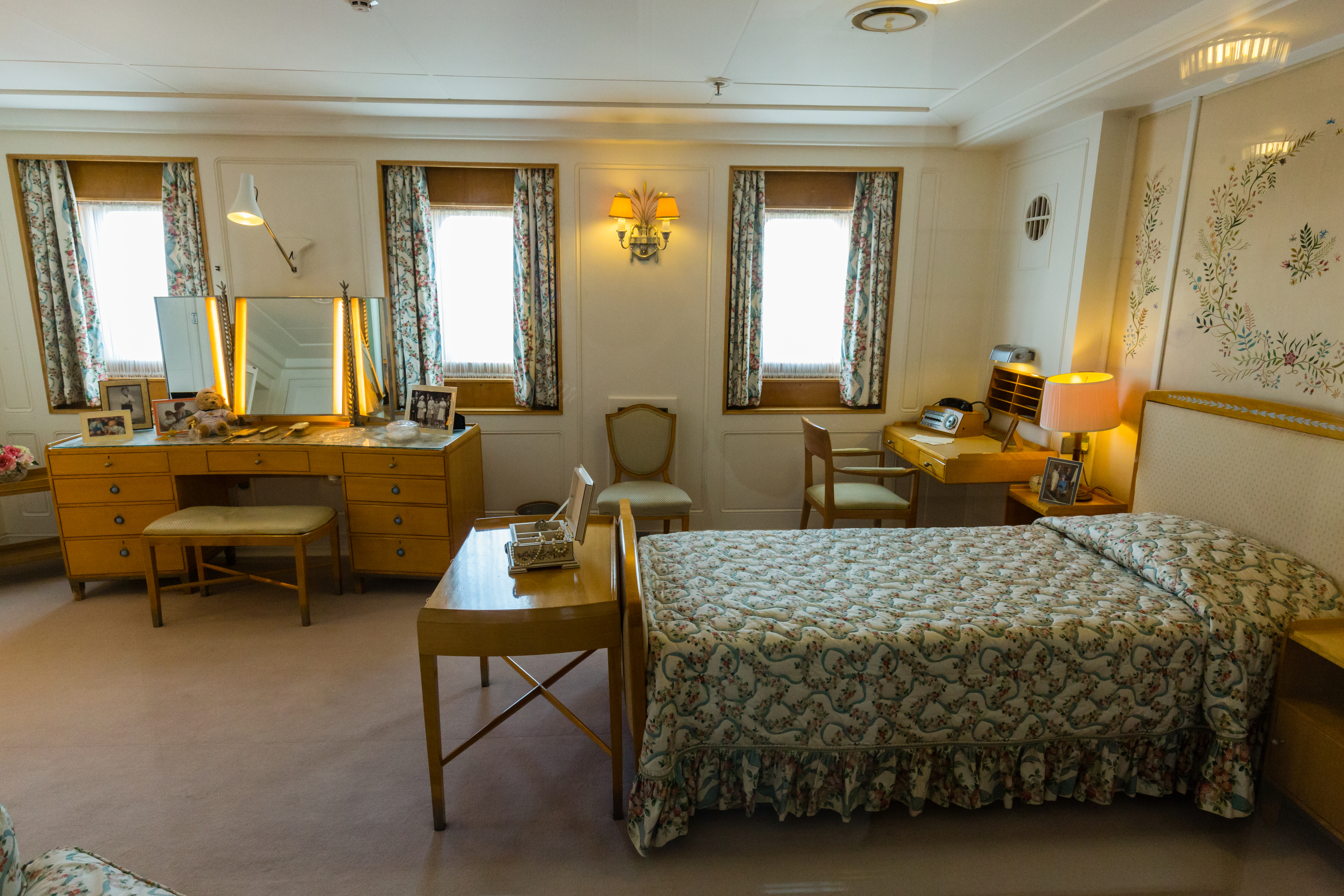
Schlafzimmer der Königin

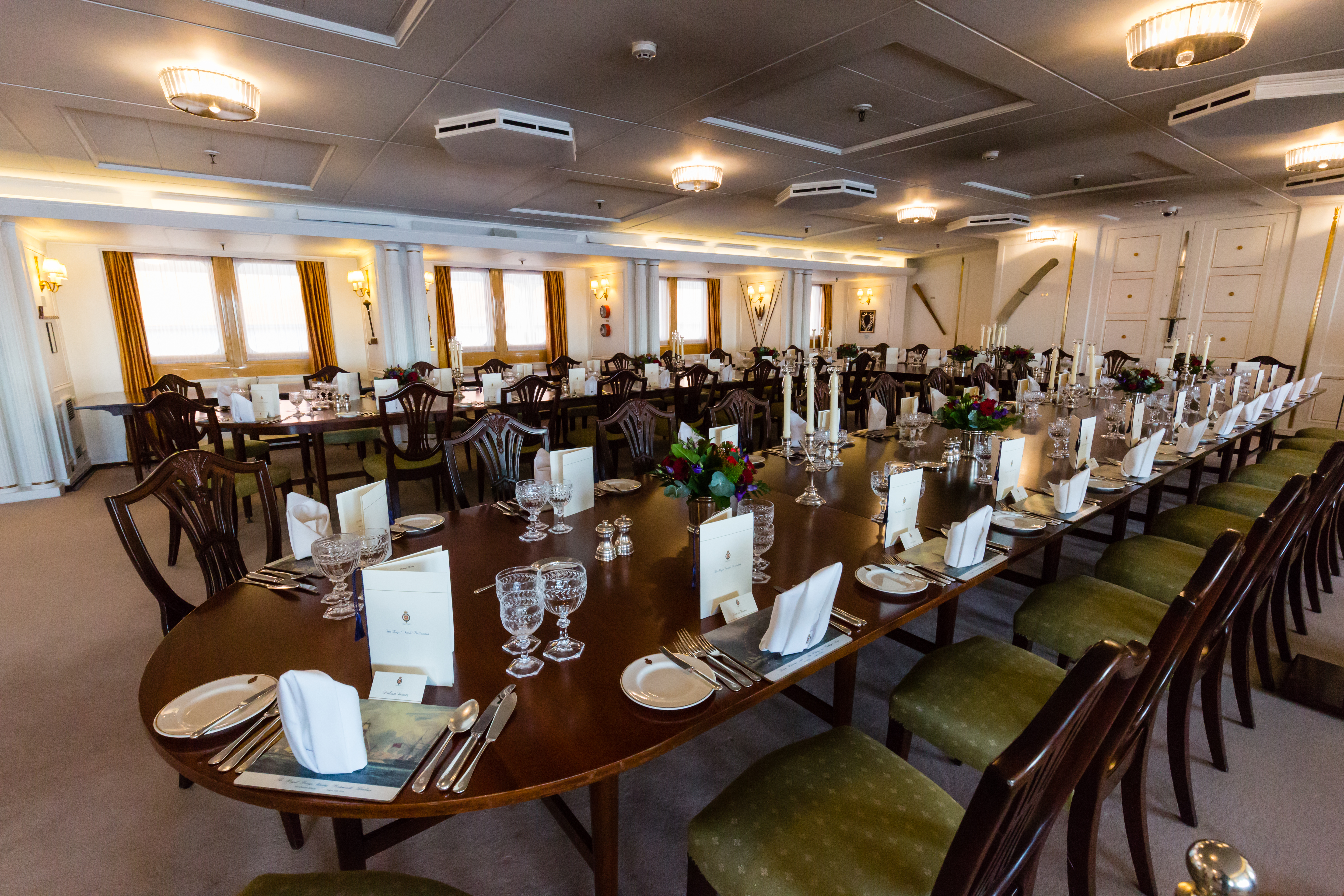
Dining Room

Das oberste Deck umfasst die Räumlichkeiten der königlichen Familie, wobei Königin und Prinzgemahl in eigenen Räumen schliefen, da es auf dem ganzen Schiff ursprünglich ausschließlich Einzelbetten gab. Das einzige Doppelbett auf dem ganzen Schiff ließ Prinz Charles 1981 für seine Flitterwochen mit Diana an Bord bringen. Der Königin und ihrem Gatten standen außerdem jeweils ein eigener Sitting Room zur Verfügung, welche eine Art Büro, aber auch ein kleines Wohnzimmer darstellten. Der Abschluss der Räumlichkeiten des Oberdecks stellt eine Veranda dar. Dies soll der Lieblingsraum von Königin Elisabeth II. an Bord gewesen sein. Hinter der Veranda schließt sich nur noch das Sonnendeck an, dessen Holzboden jeden Morgen geputzt werden musste.
Unterhalb des Oberdecks liegt das Hauptdeck. Dieses umfasst den Dining Room, den Drawing Room sowie den Ante Room. Beim Dining Room handelt es sich um einen verhältnismäßig großen Saal, welcher auch für Videovorführungen und Installation eines Tanzbodens geeignet war. Beim Ante Room handelt es sich um den Empfangsraum, und der Drawing Room selbst war das eigentliche Wohnzimmer der königlichen Familie. Da bewegliche Innenwände verwendet wurden, ist es möglich, diese Räume teilweise zu größeren Räumen zusammenzulegen. Des Weiteren befinden sich auf dieser Ebene die Gästekabinen, welche sehr luxuriös ausgestattet sind, sowie die Küche.
In den darunter liegenden Decks befinden sich die spartanisch ausgestatteten Kabinen des Personals und der Wachmannschaft, welche aus Royal Marines bestand. Hier waren auch eine Bar und Aufenthaltsräume für die Besatzung sowie eine große Wäscherei untergebracht.

## Technik

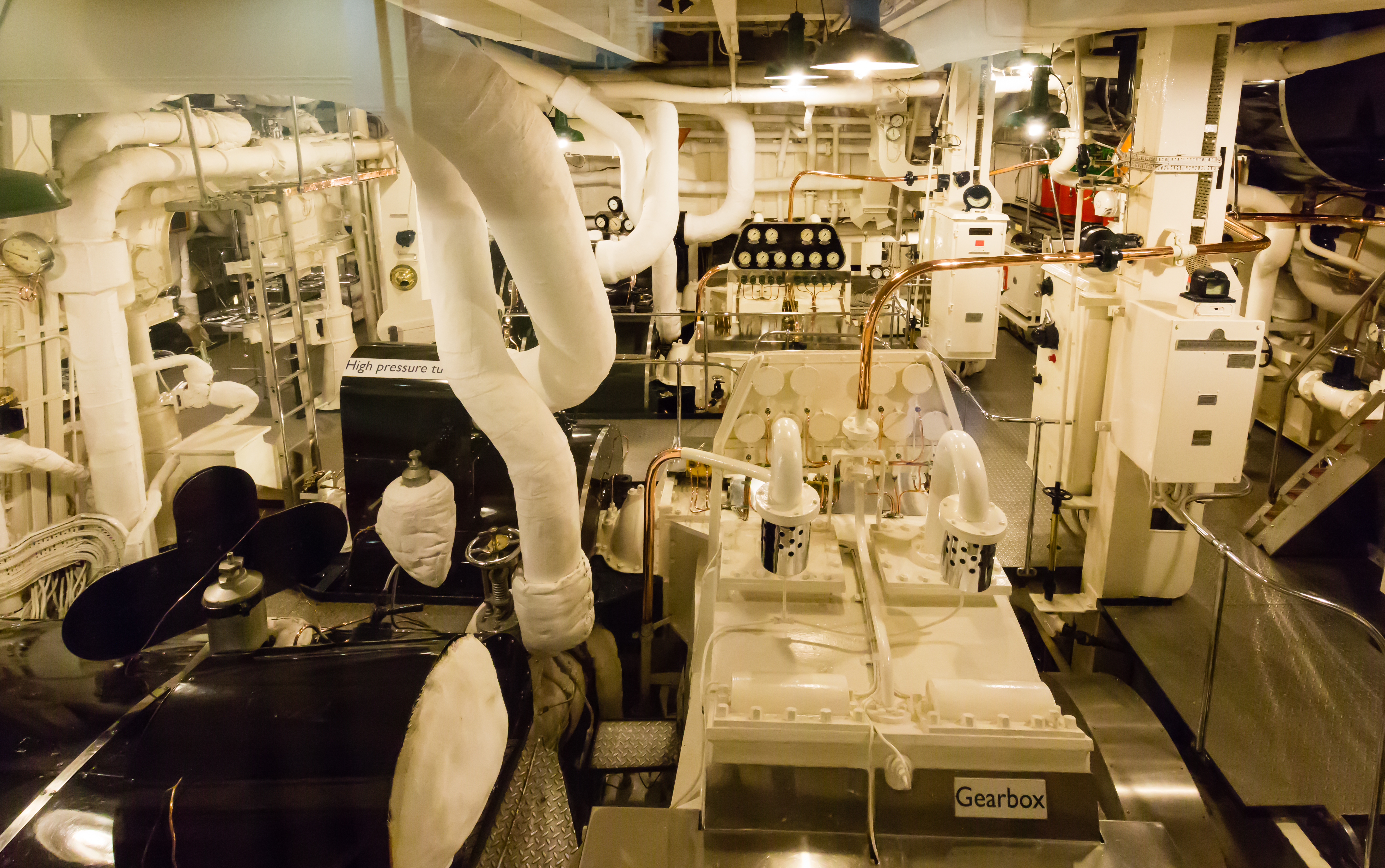
Maschinenraum

### Antrieb
Als man die Britannia plante, wurden zwei grundverschiedene Antriebssysteme in Betracht gezogen: Einerseits ein Dieselantrieb und andererseits Dampfturbinen. Einer der Hauptvorteile dieses Antriebs aus ölbefeuerten Dampfturbinen ist die wesentlich höhere Geschwindigkeit im Gegensatz zu anderen Schiffsantrieben. Obwohl bei der Britannia nur eine relativ geringe Geschwindigkeit geplant war (23 Knoten, konnte in der Seeerprobung erreicht werden), wurde doch den Dampfturbinen der Vorzug gegeben, da man bei der Konstruktion des Schiffes höchste Priorität auf einen möglichst vibrationsarmen und damit für die Gäste komfortablen Antrieb setzte.
Der Nachteil des Turbinenantriebs ist der hohe Treibstoffverbrauch, besonders bei Teillast (Marschfahrt). Dies zeigt sich auch in der recht geringen Reichweite des Schiffes. Die Antriebsanlage besteht aus zwei Wellen, welche von jeweils einer Hoch- und einer Niederdruckdampfturbine angetrieben wurden. Die erzielte Leistung lag bei rund 4.400 kW (6.000 PS) pro Welle, also eine Gesamtantriebsleistung von 8,8 MW (12.000 PS). Die Erzeugung des Dampfes für die Dampfturbinen erfolgte in zwei ölbefeuerten Hauptkesseln. Daneben stand ein kleinerer Hilfskessel für den Betrieb im Hafen oder zur Unterstützung der Hauptkessel zur Verfügung.

### Stromversorgung
Auf See erfolgte die Stromversorgung mit Hilfe von drei Dampfgeneratoren mit jeweils 500 kW Leistung, die mit Dampf aus der Antriebsanlage gespeist wurden. Des Weiteren befand sich ein kleiner Dieselgenerator von 270 kW Leistung an Bord, der das Schiff mit elektrischer Energie versorgte, wenn die Dampfkessel nicht in Betrieb waren. Das Schiff war auch noch mit einem 60 kW Notdieselaggregat ausgerüstet, das für einen Totalausfall aller anderen an Bord befindlichen Generatoren konzipiert wurde. Das Stromnetz an Bord arbeitet mit einer Spannung von 225 Volt Gleichstrom. Darüber hinaus steht zum Betrieb bestimmter Geräte auch Wechselstrom zur Verfügung.

### Navigation
Zur Navigation war die Britannia mit einem Navigationsradar vom Typ 974, einem Echolot sowie mit Decca-Navigationssystem und LORAN-Navigation ausgerüstet.

## Fotos

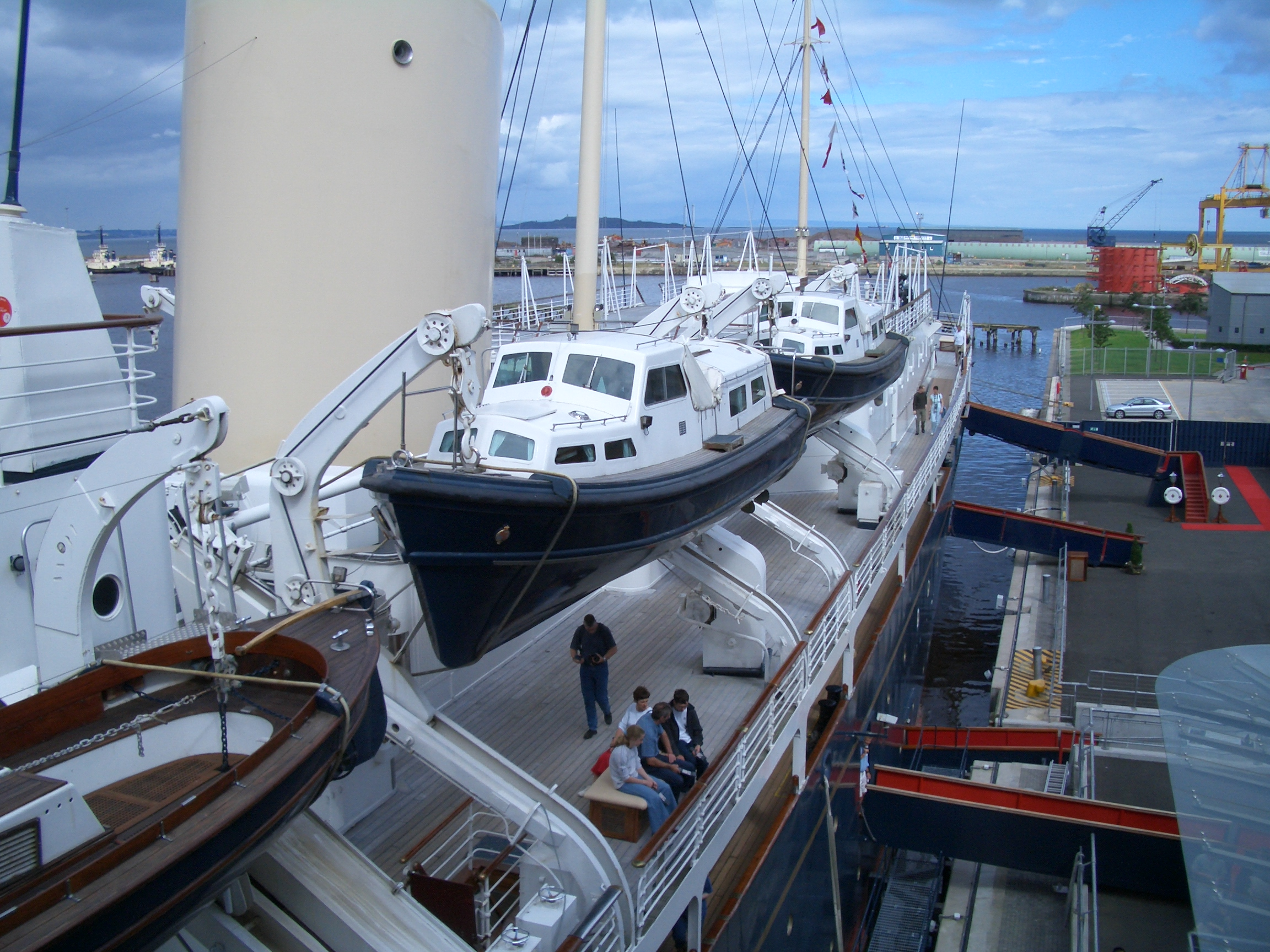
Die Britannia am Kai von Leith
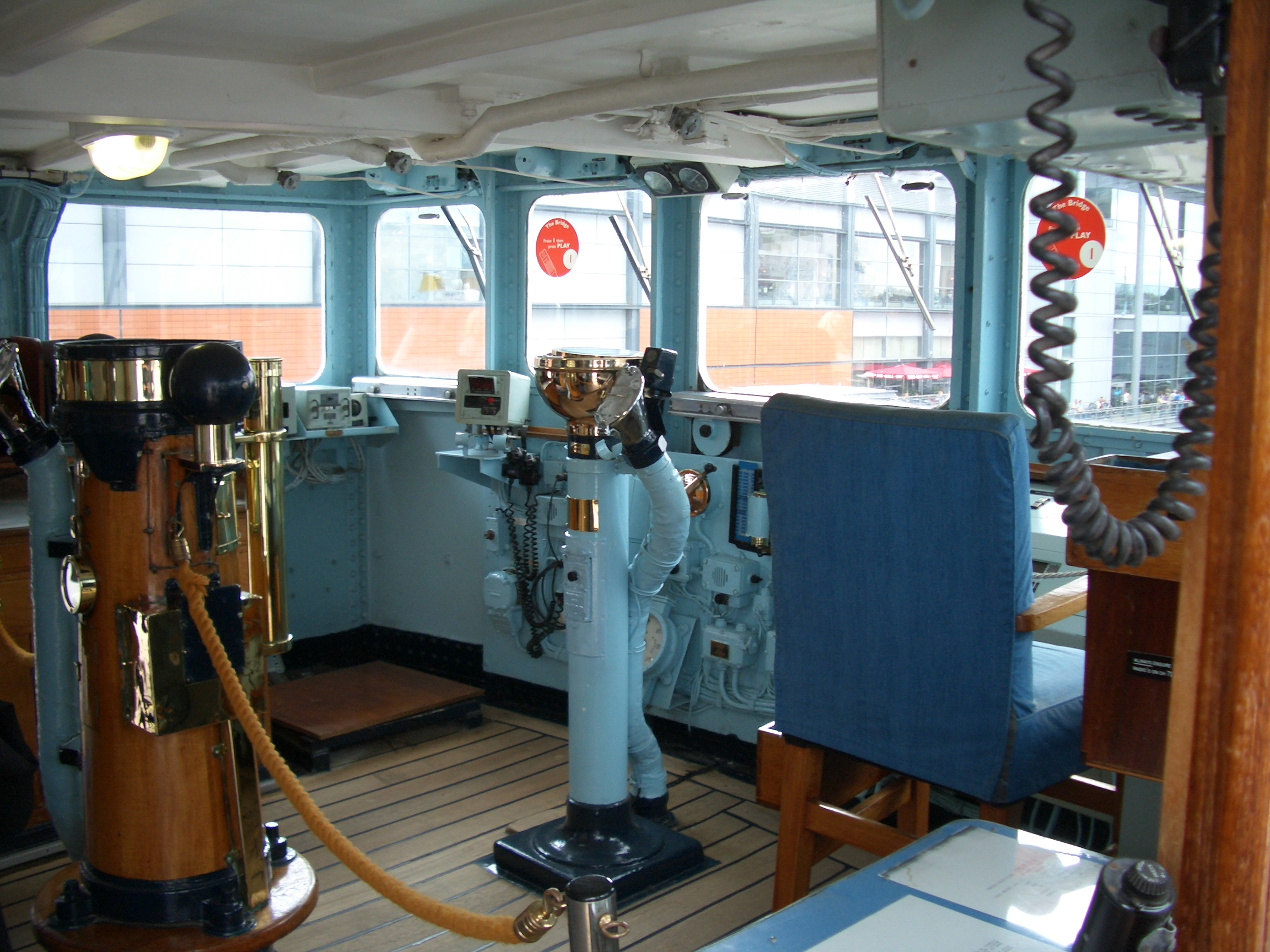
Brücke
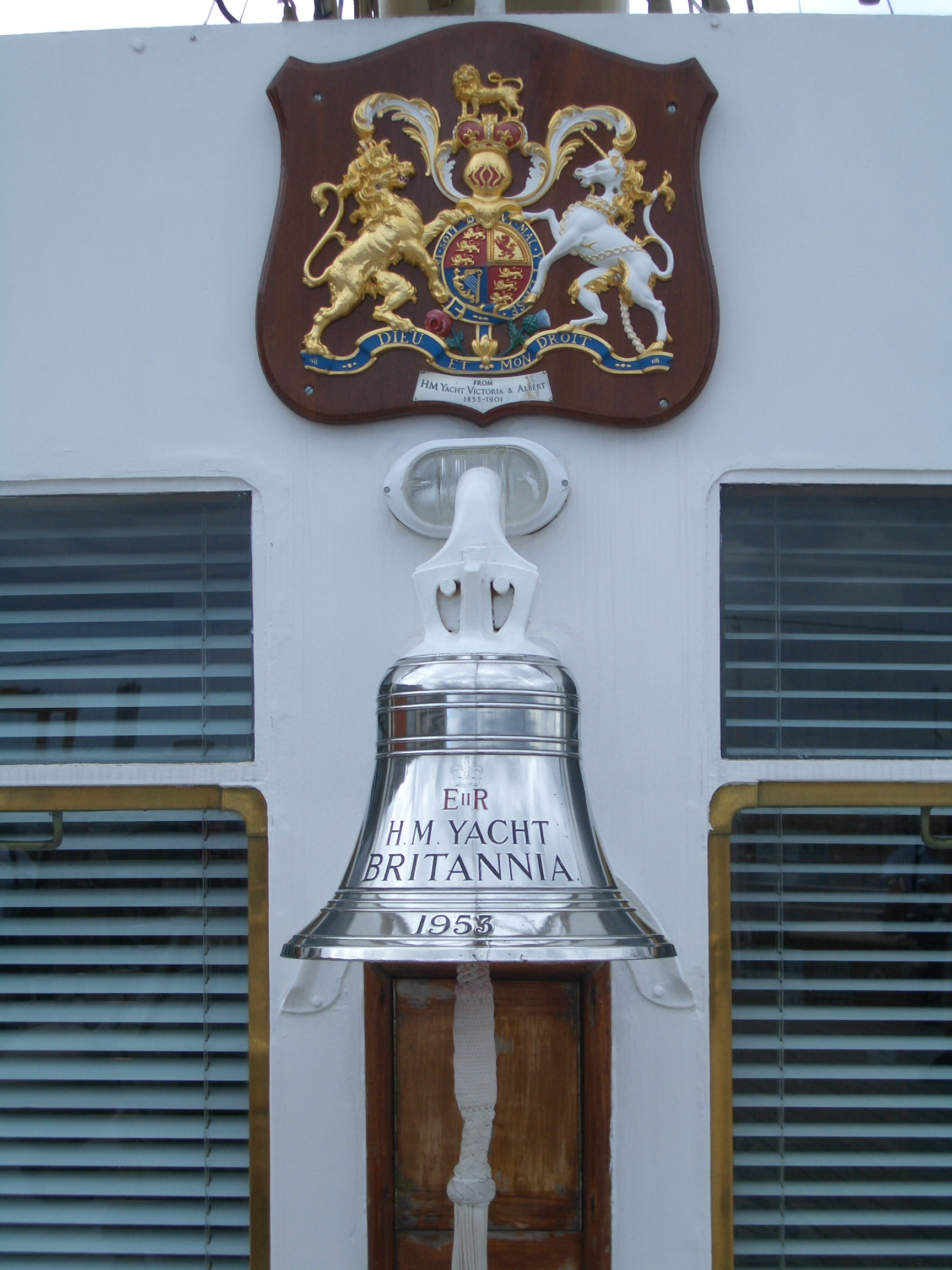
Schiffsglocke und Wappen
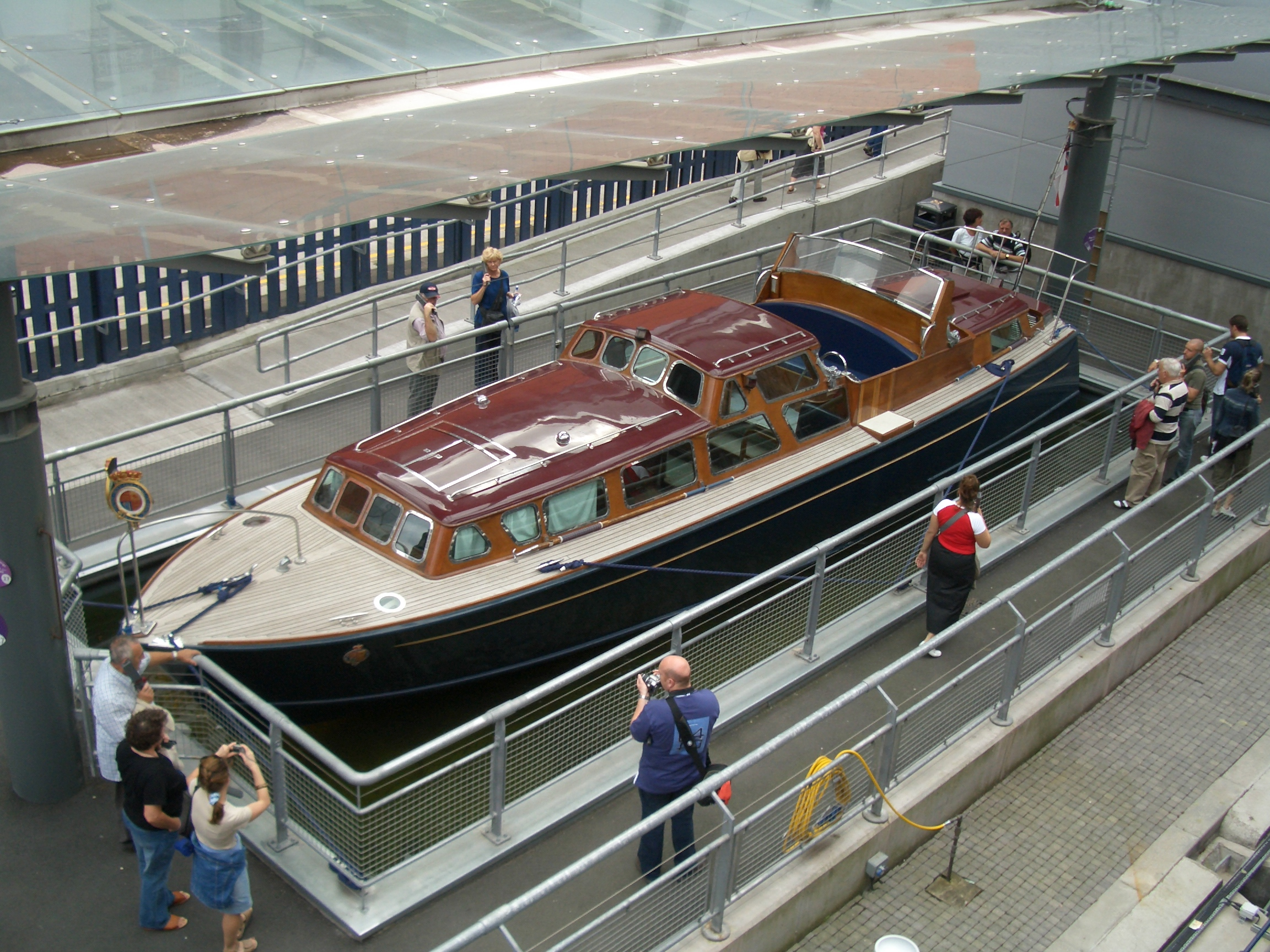
Beiboot
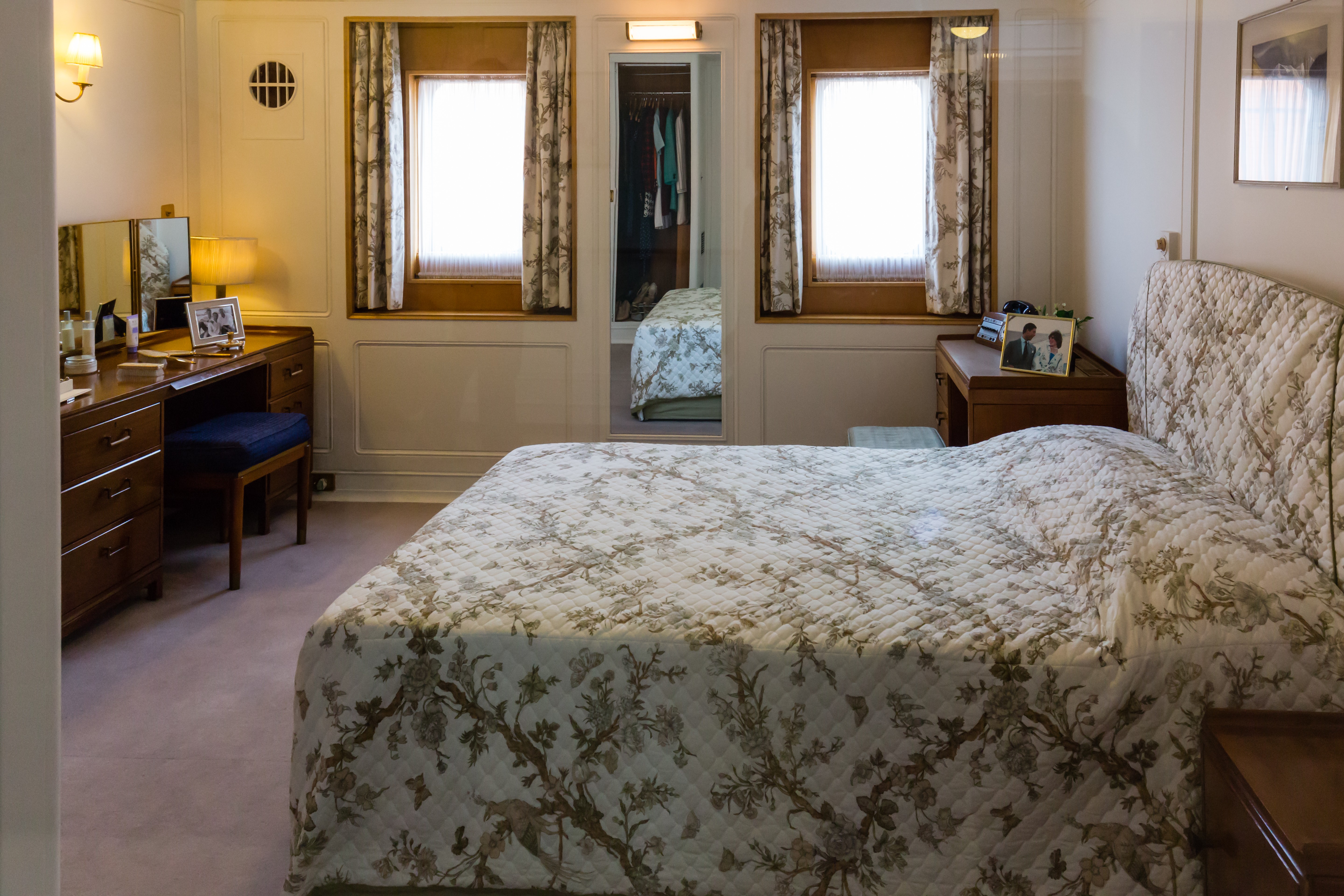
Doppelbett von Prinz Charles und Lady Diana
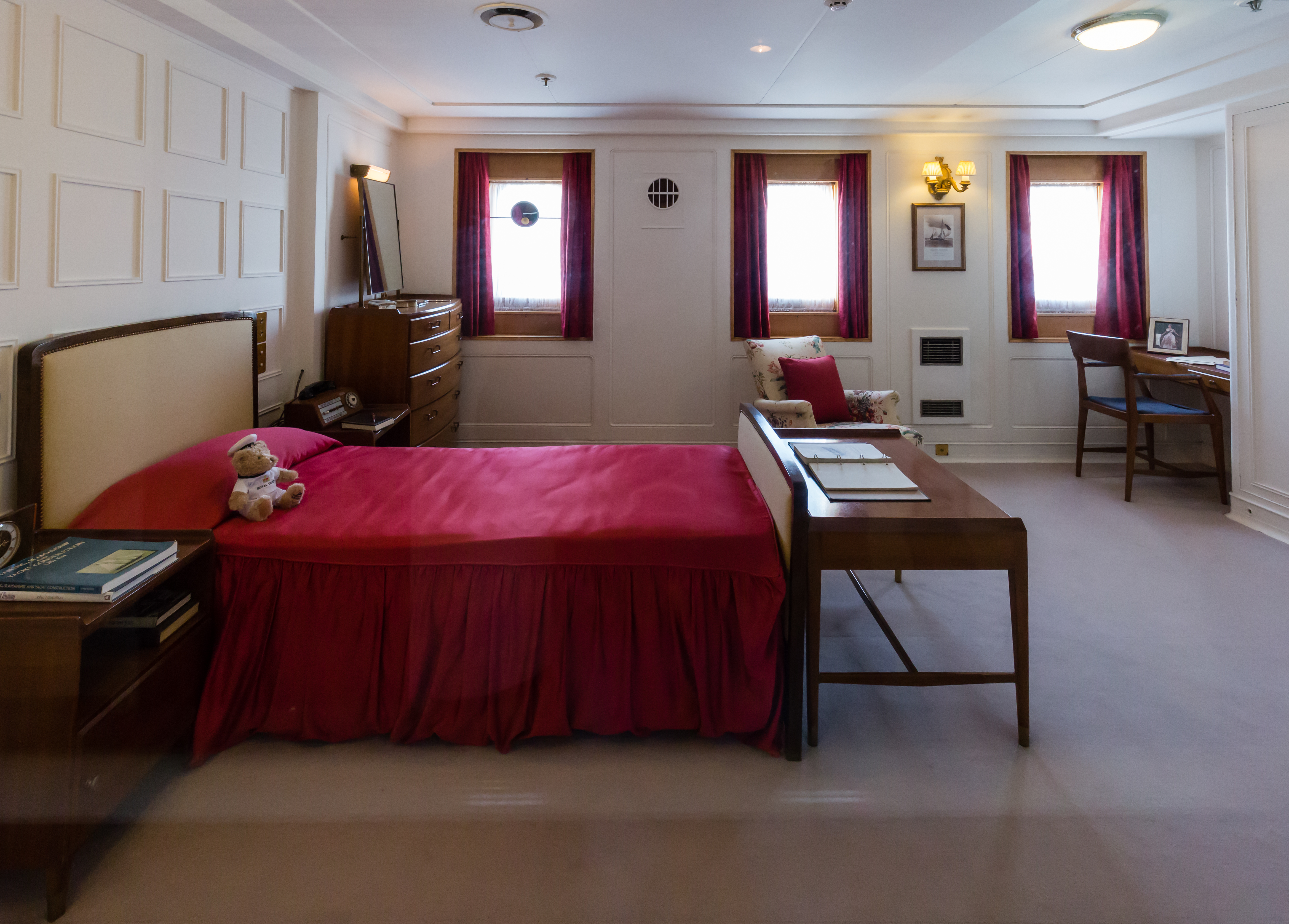
Schlafzimmer von Prinzgemahl Philip
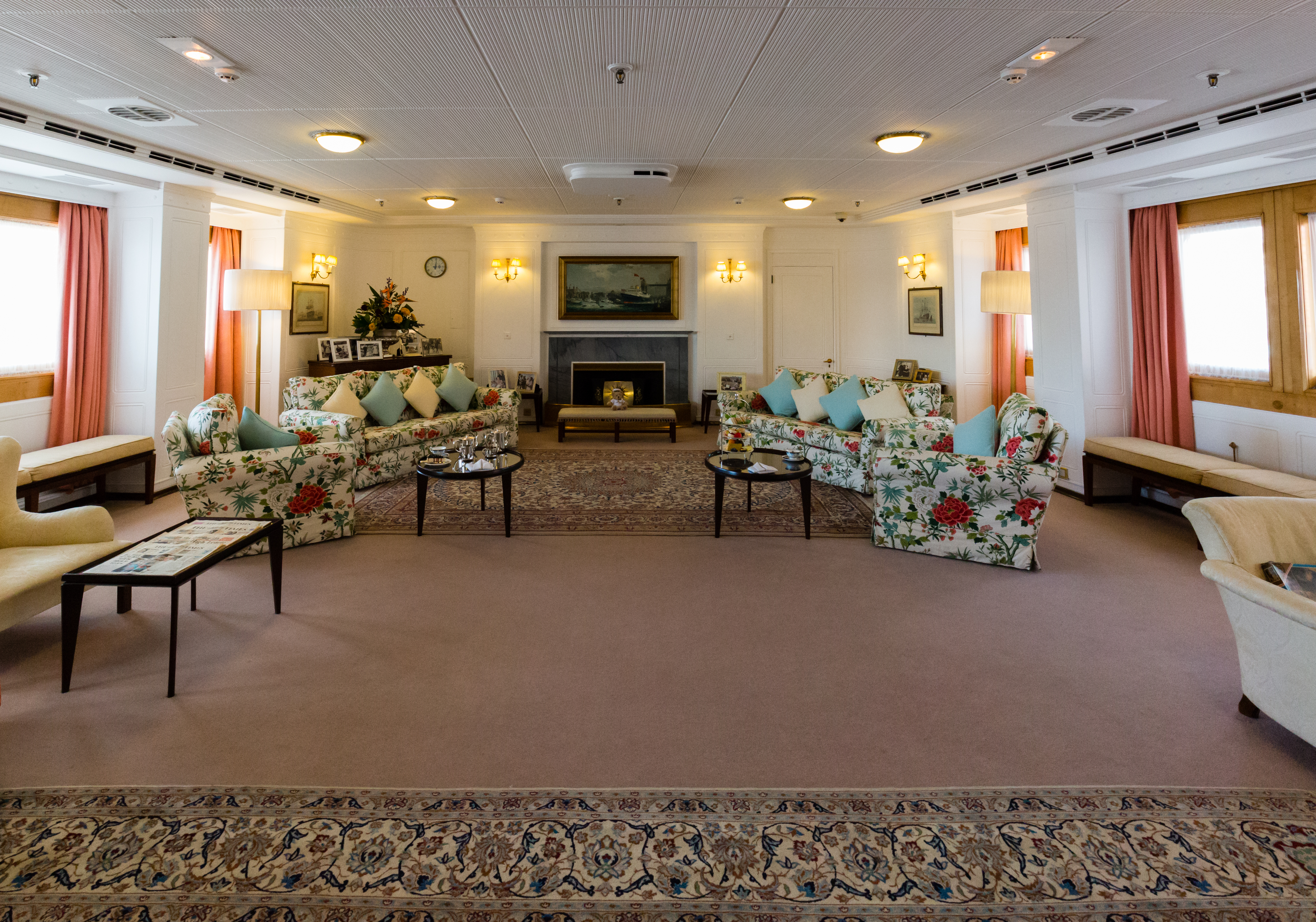
Drawing Room
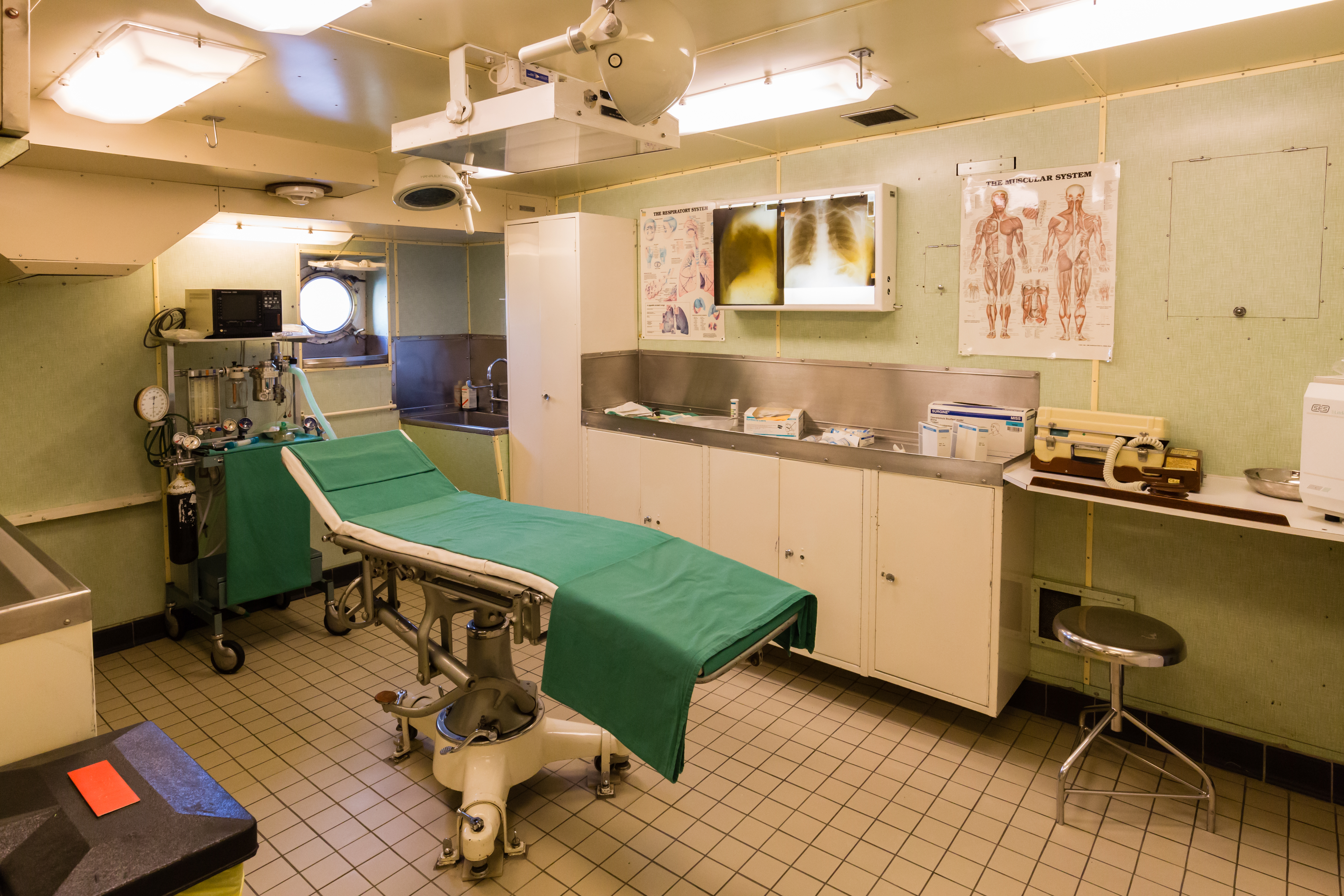
Medical Room
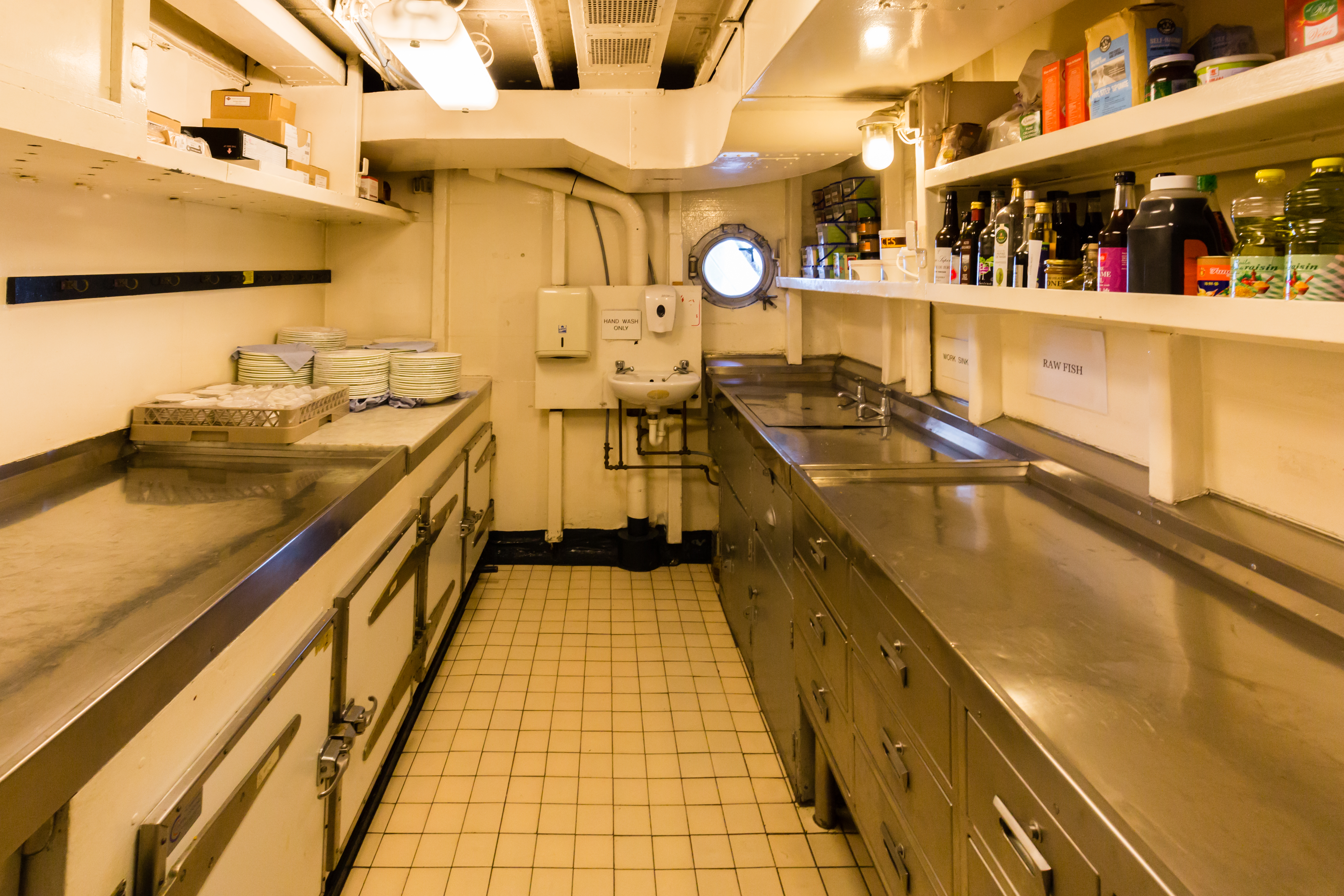
Küche
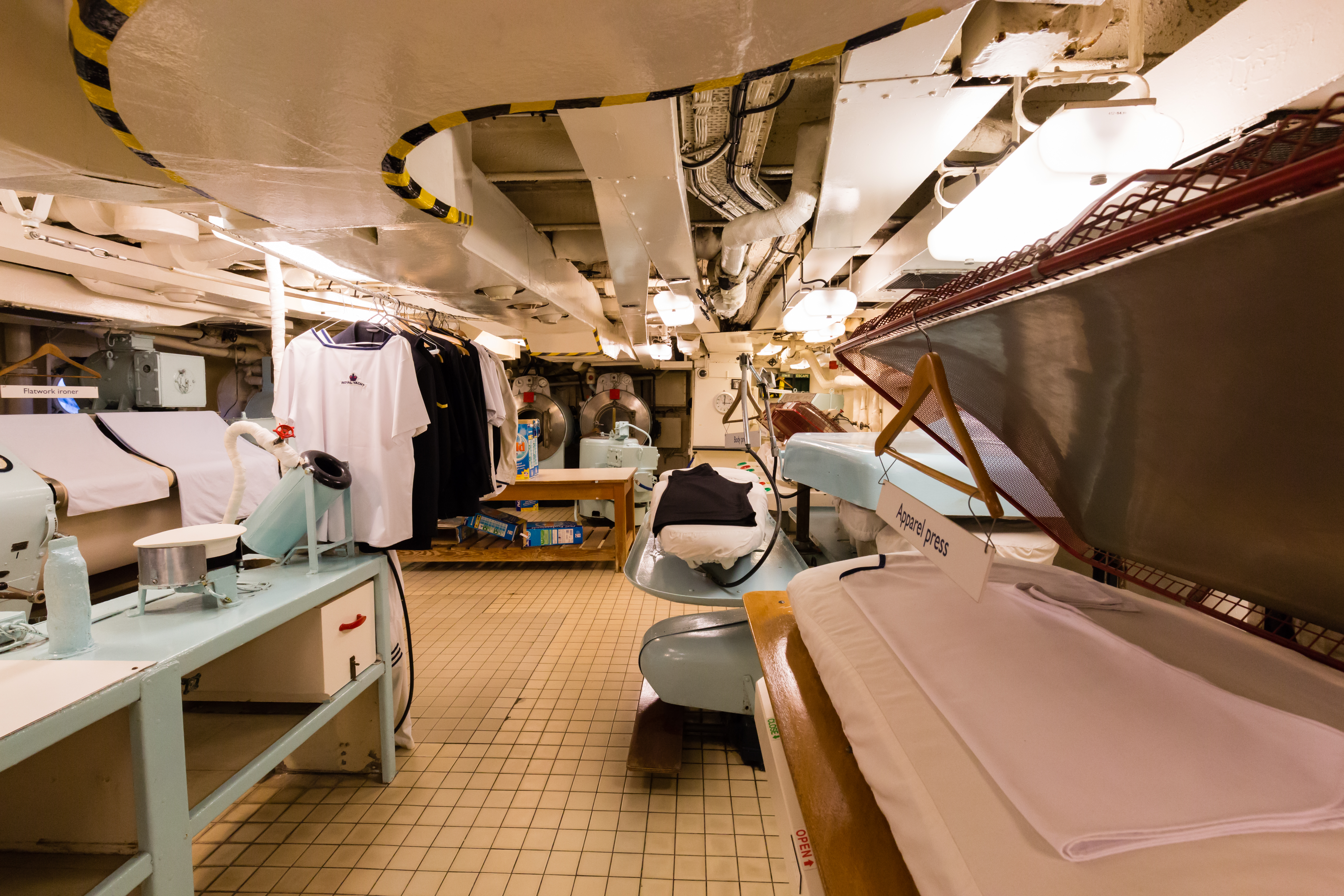
Wäscherei
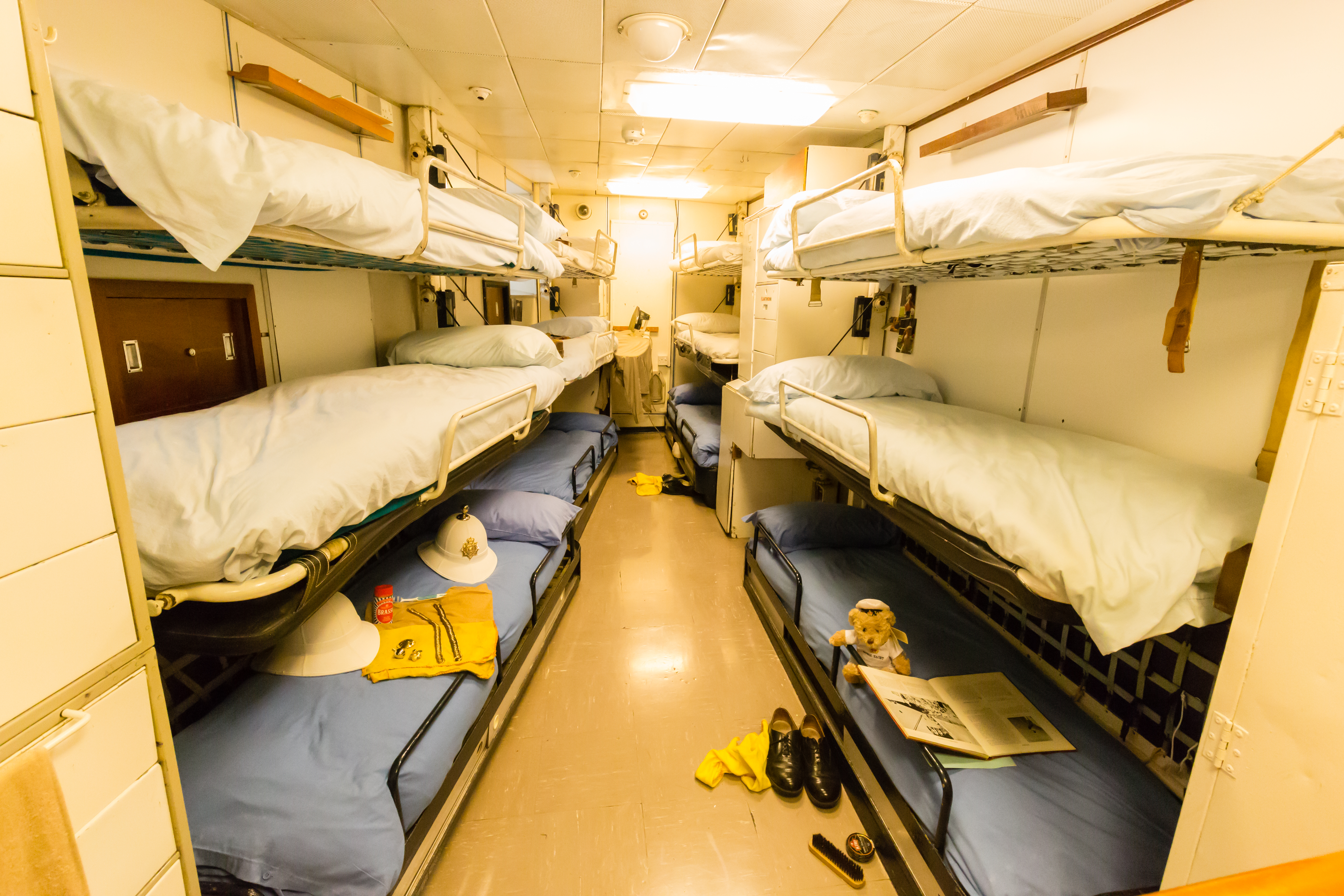
Mannschafts-Schlafraum

## Kommandanten derBritannia
- Vice-Admiral Sir Connolly Abel-Smith 1954–1958
- Vice-Admiral Sir Peter Dawnay 1958–1962
- Rear-Admiral Sir Joseph Henley 1962–1965
- Rear-Admiral Sir Patrick Morgan 1965–1970
- Rear-Admiral Sir Richard Trowbridge 1970–1975
- Rear-Admiral Sir Hugh Janion 1975–1981
- Rear-Admiral Sir Paul Greening 1981–1985
- Rear-Admiral Sir John Garnier 1985–1990
- Rear-Admiral Sir Robert Woodard 1990–1995
- Commodore Anthony Morrow 1995–1997